# طائفة بياسة
طائفة بياسة كانت مملكة طوائف أندلسية في العصور الوسطى. ظلت قائمة فقط من عام 1224 إلى عام 1226، عندما سقطت في يد مملكة قشتالة المسيحية.

## قائمة الأمراء

### سلالة البياسية
- عبد الله البياسي: 1224-1226

37°59′N 3°28′W / 37.983°N 3.467°W